# 18055 Фернгілдебрандт
18055 Фернгілдебрандт (18055 Fernhildebrandt) — астероїд головного поясу, відкритий 11 жовтня 1999 року.
Тіссеранів параметр щодо Юпітера — 3,334.